# Deutscher Limes-Wanderweg
Der Deutsche Limes-Wanderweg erschließt dem Wanderer als Netz von Fernwanderwegen den historischen Verlauf des UNESCO-Welterbes Obergermanisch-Raetischer Limes auf seiner voller Länge. Der Weg verläuft vom Rhein bis an die Donau durch die vier Bundesländer Rheinland-Pfalz, Hessen, Baden-Württemberg und Bayern. Die Gesamtlänge des Deutschen Limes-Wanderwegs zwischen Rheinbrohl und Bad Gögging beträgt 734,7 km.

## Aufteilung und Wegpflege
Der Deutsche Limes-Wanderweg setzt sich aus verschiedenen einzelnen Limeswanderwegen zusammen, die von den jeweiligen Gebietswandervereinen oder Tourismusverbänden gepflegt werden:
- Limeswanderweg im Westerwald und im Taunus: Rheinbrohl–Lindschied
- Limesweg (Wetterau): Langenhain-Ziegenberg–Großkrotzenburg
- Östlicher Limesweg (Odenwaldklub): Seligenstadt–Osterburken
- Limes-Wanderweg (Schwäbischer Albverein): Osterburken–Wilburgstetten
- Limesweg (Fränkischer Albverein): Wilburgstetten–Gunzenhausen
- Limeswanderweg (Naturpark Altmühltal): Gunzenhausen–Bad Gögging

Unterstützt werden die regionalen Vereine und Verbände vom Verein Deutsche Limes-Straße e. V., in dem sich 93 Kommunen, Landkreise und Touristikgemeinschaften zusammengeschlossen haben. Der Verein Deutsche Limes-Straße hat auch die Deutsche Limes-Straße und den Deutschen Limes-Radweg eingerichtet und unterhält diese.

## Markierung

Markierungszeichen des Limeswanderweges des Schwäbischen Albvereins

Das Logo des Deutschen Limes-Wanderwegs ist ein schwarzer Turm auf weißem Grund. Die einzelnen Limeswanderwege sind zwar unterschiedlich markiert, der Turm ist jedoch stets in den Wegmarken enthalten.
Die im Deutschen Wanderverband zusammengeschlossenen Vereine Fränkischer Albverein, Schwäbischer Albverein, Spessartbund, Taunusklub und Westerwald-Verein haben sich am 23. November 2010 in der Resolution der am Limes liegenden Gebietswandervereine zur Qualität des Limes-Wanderwegs für ein (möglichst) einheitliches Markierungssymbol sowie eine klar erkennbare, deutliche und soweit als möglich authentisch verlaufende und damit denkmalpflegerischen Ansprüchen Genüge tuende Trasse ausgesprochen.